# 托马斯路浸信会

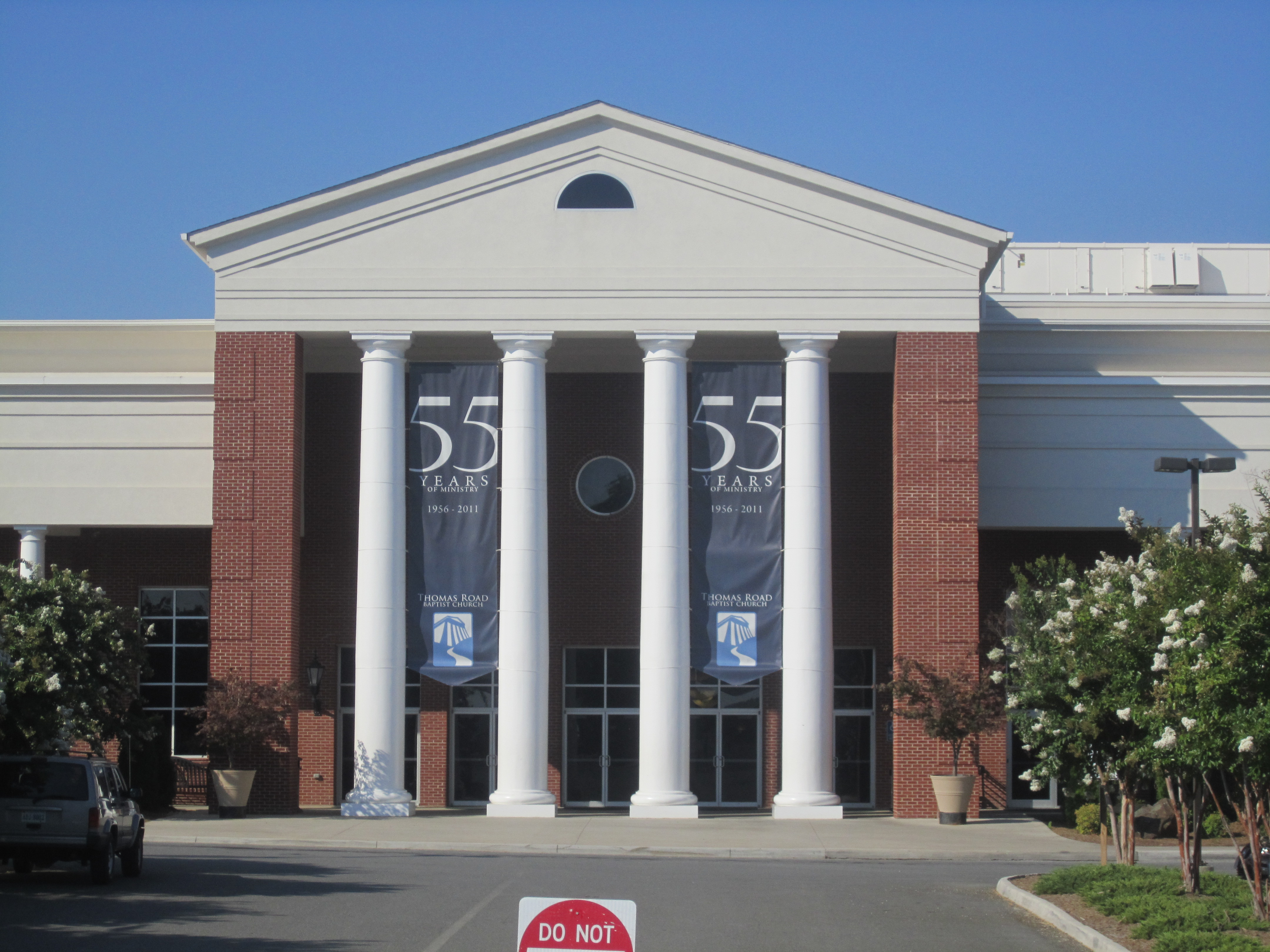
托马斯路浸信会

托马斯路浸信会（Thomas Road Baptist Church）是美国弗吉尼亚林奇堡的一个巨型教会。1956年，由杰瑞·法威尔等35名成员创建。目前，它声称拥有24,200名成员。牧师是乔纳森·法威尔。
1971年，教会创办林奇堡浸会学院，现在称为自由大学。